# Корву (острів)
О́стрів Ќорву (порт. Ilha do Corvo, МФА: [ˈi.ʎɐ du ˈkoɾ.vu], «Воронячий») — вулканічний острів у північній частині Атлантичного океану. Складова Азорського архіпелагу. Володіння Португалії, автономного регіону Азорські острови. Найменший із 9 заселених островів архіпелагу. Разом із островом Флореш належить до Західної групи Азорських островів. На території острова розташований муніципалітет Віла-ду-Корву. Максимальна довжина —  6,5 км, ширина — 4. Найвища точка — гора Морру-душ-Оменьш (порт. Morro dos Homens, 718 м). Площа — 17,13 км². Населення — 425 осіб (2001).

## Географія
У геоморфологічному відношенні острів знаходиться на Північноамериканській літосферній плиті, і збігається з вулканом центрального типу, що своє виверження розпочав приблизно 730 тис. років тому. Утворення ж кратера сталося приблизно 430 тис. років тому. Віддалений від сусіднього острова Флореш на 13 миль, цей острів було сформовано внаслідок виверження вулкану Монте-Горду. У самому центрі острова можна розгледіти кратер, що був утворений цим вулканом, який місцеве населення називає Калдейрау. Кратер має 3,7 км у своєму периметрі, та 300 метрів у глибину. Усередені Калдейрау знаходяться декілька гірських озер та маленьких острівців — два видовжених і п'ять коротких заокруглених. Узбережжя острова є обривистим, за винятком його південної частини, де знаходиться єдиний населений пункт — селище Віла-ду-Корву, а також гавань місцевого порту та єдина злітно-посадкова смуга аеродрому, побудована у 1983 році.

### Клімат
Клімат острова є вологим, річна кількість опадів становить 915 мм, з майже постійними вітрами. Середня річна температура 16 °C (для селища), з місячною температурою лютого — 14 °C, серпня — 20 °C. У високогір'ї тумани майже постійні.

## Історія
Точної дати відкриття острова ніхто не знає. Існують твердження, що зображений на генуезькій мапі 1351 року острів Insula Corvi Marini (острів Морських ворон) є островом Корву. Ймовірним є також інше припущення, а саме на каталонській мапі 1375 року. Першим португальцем що побачив острів був Діогу де Тейве (1452 рік разом з сусіднім островом Флореш, оскільки цих два острова можна бачити одночасно). Початкова назва острова португальськими мореплавцями була Санта-Ірія (порт. Ilha de Santa Iria). Незважаючи на спірність відносно точної дати відкриття, точним є те, що це сталося раніше 20 січня 1453 року, — у цей день португальський король Дон Афонсу V передав острів у володіння своєму дядькові. Історія заселення почалася 1510 року і мала кілька невдалих спроб. Лише у листопаді 1548 року капітан Гонсалу де Соуза отримав дозвіл на заселення острова мулатами з Кабо-Верде, що дає початок веденню сільського господарства і тваринництва на острові.

## Населення
Віла-ду-Корву є найменшим за кількістю осіб селищем Азорського архіпелагу. Особливістю є низькі і часто криві будиночки, які місцеве населення називає канадаш. Кількість населення зазнала стрімкого падіння у другій половині 20 століття, головним чином завдяки еміграції місцевого населення до США та Канади. Усього на острові мешкає 425 осіб (станом на 2001 рік), хоча на початку 20 століття тут мешкало понад 800 осіб:
| Населення острова Корву (1864—2001) | Населення острова Корву (1864—2001) | Населення острова Корву (1864—2001) | Населення острова Корву (1864—2001) | Населення острова Корву (1864—2001) | Населення острова Корву (1864—2001) | Населення острова Корву (1864—2001) | Населення острова Корву (1864—2001) | Населення острова Корву (1864—2001) | Населення острова Корву (1864—2001) | Населення острова Корву (1864—2001) | Населення острова Корву (1864—2001) | Населення острова Корву (1864—2001) | Населення острова Корву (1864—2001) | Населення острова Корву (1864—2001) |
| ----------------------------------- | ----------------------------------- | ----------------------------------- | ----------------------------------- | ----------------------------------- | ----------------------------------- | ----------------------------------- | ----------------------------------- | ----------------------------------- | ----------------------------------- | ----------------------------------- | ----------------------------------- | ----------------------------------- | ----------------------------------- | ----------------------------------- |
| 1864                                | 1878                                | 1890                                | 1900                                | 1911                                | 1920                                | 1930                                | 1940                                | 1950                                | 1960                                | 1970                                | 1981                                | 1991                                | 2001                                | 2011                                |
| 883                                 | 880                                 | 806                                 | 808                                 | 746                                 | 661                                 | 676                                 | 691                                 | 728                                 | 681                                 | 470                                 | 370                                 | 393                                 | 425                                 | 430                                 |

## Муніципалітети
- Віла-ду-Корву — єдиний муніципалітет країни, що не поділяється на парафії.

## Економіка
Транспортне морське сполучення з сусіднім островом Флореш є регулярним щоденним, у літній період кілька рейсів на день. Час слідування в один кінець становить близько 30 хвилин.
Економіка острова представлена м'ясомолочною промисловістю. Сільськогосподарські угіддя займають значний відсоток території острова і головним чином використовуються для випасання худоби. Лісистість острову є дуже низькою і становить лише 0,6% (або 1 га), представлена переважно криптомерією японською, ялівцем Juniperus brevifolia та лавром.
Завдяки своїм унікальним біотопам у вересні 2007 року острів було оголошено біосферним заповідником ЮНЕСКО, що в свою чергу спричинило зростання кількості туристів, що відвідують острів. Є чудові умови для практикування водних видів спорту та нещодавно побудований готель.

## Архітектура
В архітектурному відношенні увагу привертає найстаріша церква острова (порт. Igreja de Nossa Senhora dos Milagres), збудована у 1795 році на місці примітивної каплиці, 7 типових млинів (3 з яких функціонують) та декілька маяків.

## Філармонійна спілка «Ліра-Корвенсе»
Філармонійна спілка «Ліра-Корвенсе» (порт. A Sociedade Filarmónica Lira Corvense) — є єдиною філармонією, що існує на острові Корву. Була заснована 4 листопада 1938 року, проте свою творчу діяльність розпочала лише з вересня наступного року, — 1939, виступаючи поза островом, головним чином на сусідньому острові Флореш. З початку свого заснування ця філармонія мала декілька важких періодів, зокрема у 1950-ті та 1960-ті роки, коли її діяльність було призупинено внаслідок еміграційного відтоку її членів до США та Канади, що було спричинено введенням обов'язкової строкової служби в армії португальським диктатором Салазором під час ведення Португалією колоніальних війн.
З отриманням у 1976 році Азорським архіпелагом статуту автономії, філармонійна спілка отримала пільги з метою підтримки культури островів, а значить і новий імпульс у своєму розвитку. Острів отримав музичну школу, а духовий оркестр філармонії — нові музичні інструменти. Сама філармонія відновила діяльність, головним чином з 1991 року, коли було ухвалено власний статут і обрано керівництво, а муніципальна палата Віли-ду-Корву крім наданої грошової підтримки виділила ще і приміщення.

Філармонія не має власного маестро, якого зазвичай цей музичний колектив запрошує з інших островів архіпелагу, а іноді навіть і з інших країн світу. Прикладами цьому є Коелью да Сілва, Мануел Тавареш Перейра, Жозе Аморін де Карвалью, українці Юрій Павчинський і не так давно його син Володимир Павчинський.
Сьогодні до складу музичного колективу філармонії входить 26 музикантів, у своїй більшості це молодь. Виступає переважно під час проведення релігійних свят, а також при прийомі офіційних делегацій на острові. Після свого відновлення більшість виступів духового оркестру філармонії поза островом були проведені на сусідньому острові Флореш, і лише одного разу, в серпні 1997 року, у місті Фолл-Ривері (США). Останній відбувся під керівництвом українського маестро Юрія Павчинського і був присвячений релігійним святам португальської громади штату Массачусетс.

## Галерея

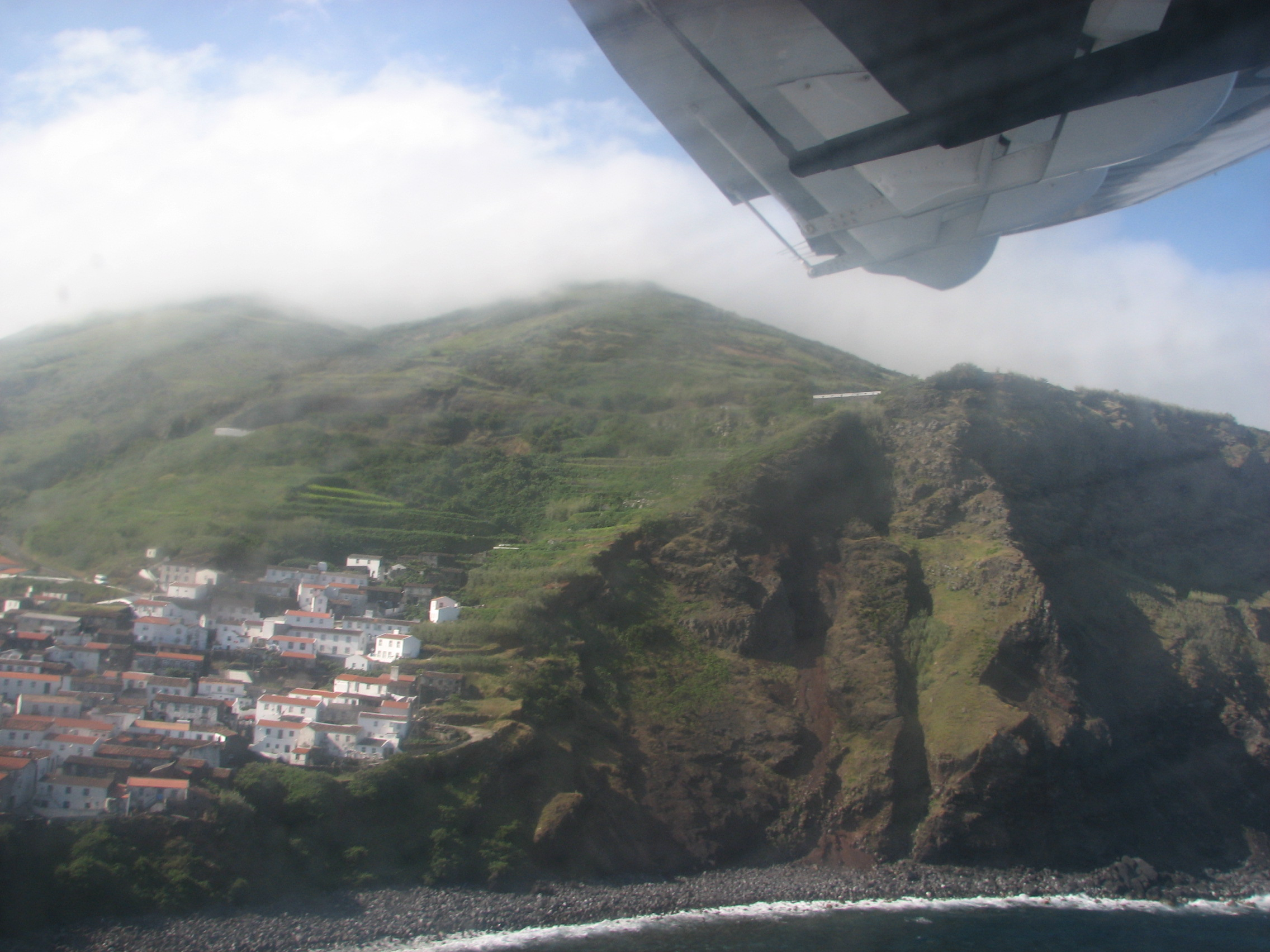
Вигляд східної частини острова з літака
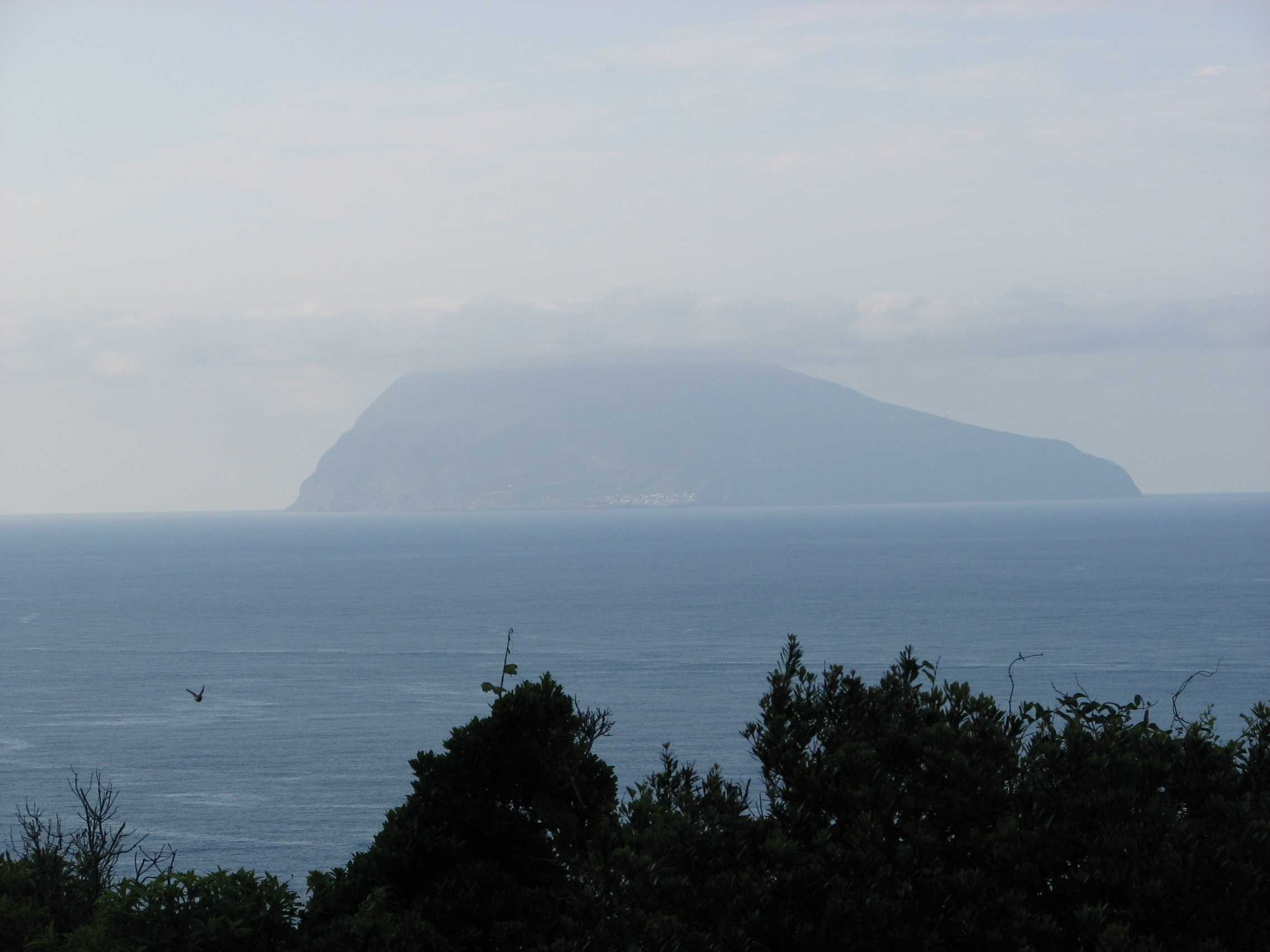
Вигляд острова з сусіднього острова Флореш
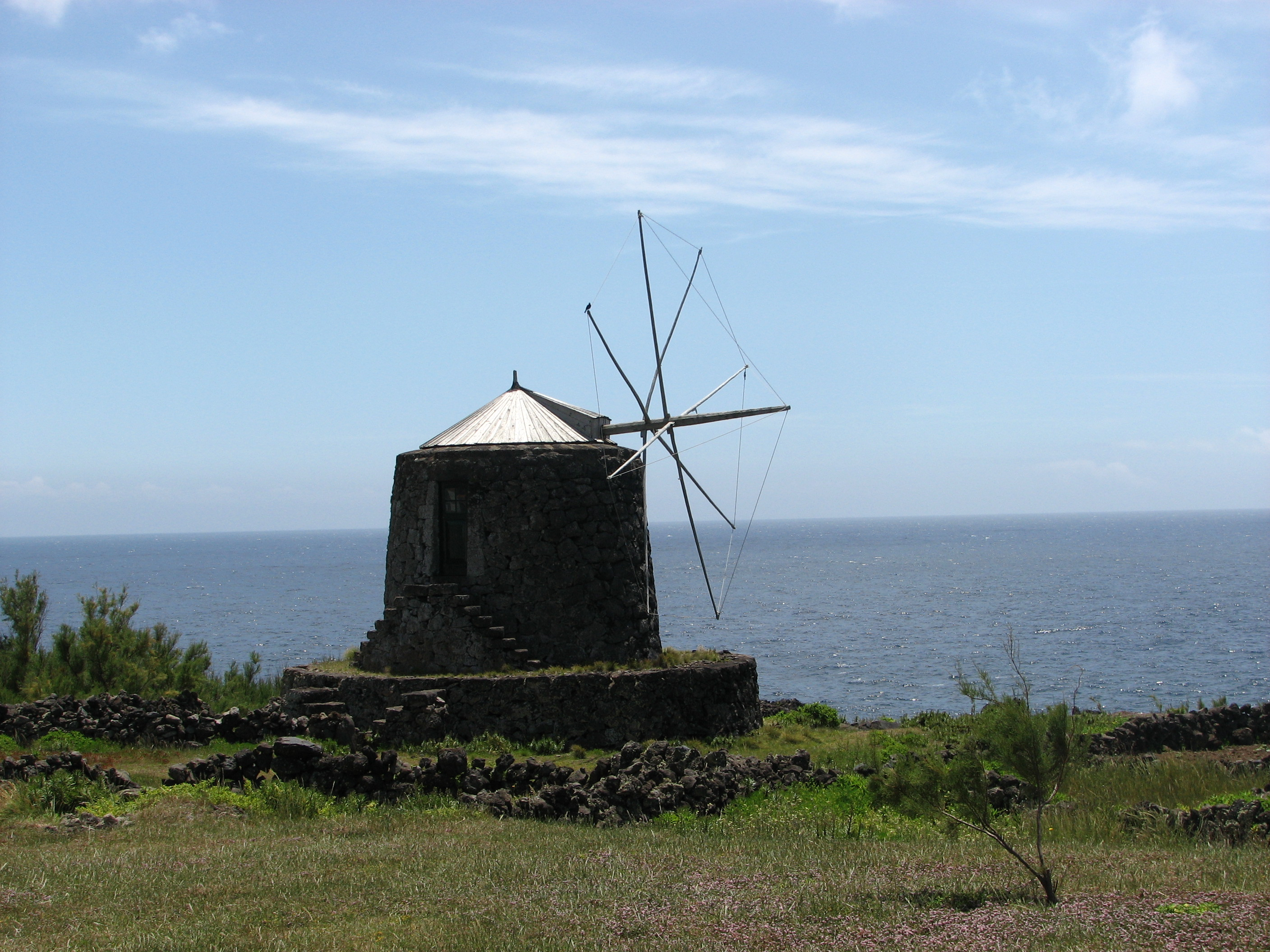
Традиційний млин острова Корву
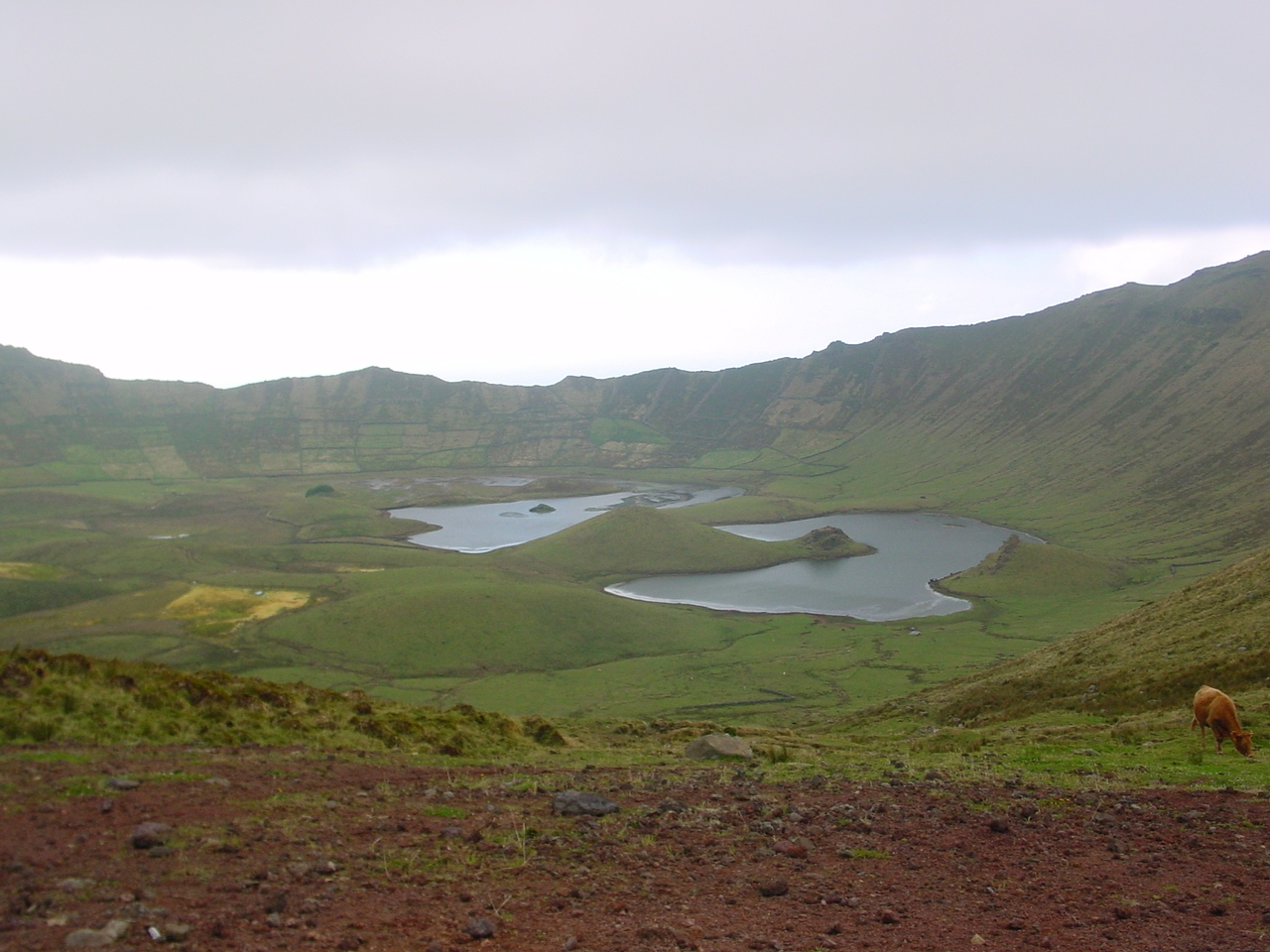
Внутрішня частина острова — Калдейрау